# Kulturministre fra Færøerne
Kulturministre fra Færøerne (Kulturministeren − færøsk: Landsstýrismaðurin í mentamálum eller Mentamálaráðharrin), liste over kulturministre i perioden 1963 − 2013. 
Kulturministeren er medlem af Færøernes regering og chef for kulturministeriet. 
Ministeriet har skiftet navn fra Undervisnings- og kulturministeriet i 2002, og før 1998 indgik kulturelle sager i forskellige ministerier. 
Kulturelle sager har som regel fulgt skole- og social sager, og dagens Kulturministerium, anno 2013, har ansvar for undervisning, forskning, kultur, kirke, media, sport og andre fritidsaktiviteter.

## Kulturministre
| Periode              | Navn                   | Parti                | Ministerium                                               |
| -------------------- | ---------------------- | -------------------- | --------------------------------------------------------- |
| 1963–1967            | Niels Winther Poulsen  | Sjálvstýrisflokkurin | Kommunal-, kultur- og skoleministeriet                    |
| 1967–1972            | Sámal Petersen         | Sjálvstýrisflokkurin | Kommunal-, kultur- og skoleministeriet                    |
| 1972–1975            | Asbjørn Joensen        | Sjálvstýrisflokkurin | Kommunal-, kultur- og skoleministeriet                    |
| 1975–1979            | Dánjal Pauli Danielsen | Fólkaflokkurin       | Handels-, landbruks- og kulturministeriet                 |
| 1981–1985            | Tórbjørn Poulsen       | Sjálvstýrisflokkurin | Finans-, kommunal- og kulturministeriet                   |
| 1985–1989            | Lasse Klein            | Sjálvstýrisflokkurin | Kultur-, kommunikations- og trafikministeriet             |
| 1989                 | Karl Heri Joensen      | Sjálvstýrisflokkurin | Kultur- og trafikministeriet                              |
| 1989–1991            | Signar Hansen          | Tjóðveldisflokkurin  | Skole-, kultur- og miljøministeriet                       |
| 1991–1993            | Marita Petersen        | Javnaðarflokkurin    | Kultur-, skole- og justitsministeriet                     |
| 1993                 | Jóannes Eidesgaard     | Javnaðarflokkurin    | Social-, sundheds-, arbejds- og kulturministeriet         |
| 1993–1994            | Bergur Jacobsen        | Sjálvstýrisflokkurin | Kultur- og skoleministeriet                               |
| 1994–1997            | Sámal Petur í Grund    | Sjálvstýrisflokkurin | Kommunikations-, kultur-, turisme- og havbrugsministeriet |
| 1998–2000            | Signar á Brúnni        | Tjóðveldisflokkurin  | Undervisnings- og kulturministeriet                       |
| 2000–2001            | Tórbjørn Jacobsen      | Tjóðveldisflokkurin  | Undervisnings- og kulturministeriet                       |
| 2001–2002            | Óli Holm               | Tjóðveldisflokkurin  | Undervisnings- og kulturministeriet                       |
| 2002–2003            | Annlis Bjarkhamar      | Tjóðveldisflokkurin  | Kulturministeriet                                         |
| 2003                 | Annita á Fríðriksmørk  | Tjóðveldisflokkurin  | Kulturministeriet                                         |
| 2004–2008            | Jógvan á Lakjuni       | Fólkaflokkurin       | Kulturministeriet                                         |
| 2008                 | Kristina Háfoss        | Tjóðveldi            | Kulturministeriet                                         |
| 2008                 | Óluva Klettskarð       | Tjóðveldi            | Kulturministeriet                                         |
| 2008–2011            | Helena Dam á Neystabø  | Javnaðarflokkurin    | Kulturministeriet                                         |
| 2011–2015            | Bjørn Kalsø            | Sambandsflokkurin    | Kulturministeriet                                         |
| 2015 – jan. 2019     | Rigmor Dam             | Javnaðarflokkurin    | Kulturministeriet                                         |
| feb. 2019– sep. 2019 | Høgni Hoydal           | Tjóðveldi            | Kulturministeriet (også fiskeriminister)                  |